# Tillandsia zarumensis
Tillandsia zarumensis är en gräsväxtart som beskrevs av Amy Jean Gilmartin. Tillandsia zarumensis ingår i släktet Tillandsia och familjen Bromeliaceae. Inga underarter finns listade i Catalogue of Life.